# Hilton (North Yorkshire)
Hilton – wieś w Anglii, w hrabstwie ceremonialnym North Yorkshire, w dystrykcie (unitary authority) Stockton-on-Tees. Leży 62 km na północ od miasta York i 341 km na północ od Londynu.